# Miopía de marketing
Theodore Levitt explica que muchas compañías se enfocan meramente en mejorar su producto y no en atender directamente las necesidades del cliente y en muchas de sus obras se explican casos de éxito y el cómo llegar a satisfacer las necesidades de los clientes entre otros aspectos importantes.
La miopía de marketing no es necesariamente un concepto común en el mundo de los negocios. Mucha gente basa sus decisiones de empresa en las circunstancias que ocurren en el momento, no piensan lo que probablemente le ocurrirá a su industria en el futuro. Esta visión a corto plazo es tan común, que la gente suele afirmar que no pueden predecir el futuro con garantías. Y tienen razón, por supuesto, pero precisamente el no poder predecirlo claramente, no evita que podamos utilizar todo el amplio abanico de técnicas de predicción disponibles para estimar las circunstancias futuras tan bien como podamos.
La miopía de marketing está relacionada con el hecho de definir el mercado de referencia en términos del producto y no de la necesidad que satisface. Si se mira solamente a los competidores que producen el mismo bien y no se presta atención a otras empresas, de otras industrias y para esto nos mejora la producción en el producto final y así el consumidor estará feliz y será confiable lo que no ve en la miopía del que producen bienes destinados a satisfacer la misma necesidad, se incurre en un error de miopía de marketing. Los productos no se venden por el bien en sí mismo sino por la función que cumplen y la necesidad que satisfacen.
El término fue acuñado por Theodore Levitt en los años 1960.
La gente orientada a la estrategia de marketing, las variadas técnicas de previsión y el valor del ciclo de vida del cliente pueden escapar de la miopía de marketing. Ello puede facilitar el uso de objetivos a largo plazo (algunas veces, a coste de sacrificar los objetivos a corto plazo).

## Capacitación constante para no caer en la miopía de marketing
Necesariamente las empresas deben capacitar continuamente a sus empleados para que ellos aprendan a satisfacer las necesidades del cliente, así como también aprender a captar su atención para desarrollar relaciones a largo plazo con los mismos y obtener su lealtad a cambio de darles un valor real, es decir, además de ofrecerles un producto que satisfaga sus necesidades también poder ofrecerles calidad tanto en el producto como en el servicio prestado al momento de la compra del mismo.
También es necesario el diseño de una estrategia de marketing para adicionarle el valor real para el producto que se ofrecerá a los clientes, al realizar adecuadamente la estrategia, se puede generar una relación completamente benéfica para ambas partes en donde el cliente otorga su confianza al prestador de servicios o de productos a cambio de obtener un servicio y/o producto que cumpla e incluso supere las expectativas que el cliente tenga. Anteriormente se mencionó el término “expectativas” el cual es un término delicado ya que se deben fijar expectativas alcanzables y superables para que si hay algún contratiempo y solo se pueden alcanzar, el cliente no pierda su confianza en las compañías prestadoras de servicios y/o productos y si se superan, deleitar a los clientes para que sigan otorgando su lealtad y recomendando con más personas.

## Actualidad
Hoy en día existen miles y miles de empresas y microempresas, no hay que fiarse de una solo por tener mayor tiempo en el mercado o solo porque tiene renombre la marca, actualmente muchas empresas están ampliando sus fronteras para evitar caer en “la miopía del marketing” y aprendiendo a satisfacer las necesidades del cliente, por lo cual si una empresa naciente prepara su estrategia de mercadotecnia de una manera adecuada, atraerá más clientes de los que las empresas con mayor tiempo han atraído en un periodo de tiempo definido. Muchas empresas disputan día con día, la lealtad de sus clientes y su permanencia en el Mercado, siendo así, que los clientes dejan de comprar sus productos y se vuelven a otras marcas que en ocasiones, ni ellos sabían que existían. Es importante cumplir con los lineamientos planteados por el gobierno, esto con el fin de poder saber cien por ciento seguro quien vota, votará o no va a votar a la empresa en la que trabaja.